# Sh2-151
Sh2-151 est une nébuleuse en émission visible dans la constellation de Cassiopée.
Elle est située dans la partie la plus occidentale de la constellation, à la frontière avec Céphée et avec le Lézard. Sa déclinaison est fortement septentrionale, ce qui signifie qu'elle peut être facilement observée presque exclusivement depuis l'hémisphère nord, où elle apparaît circumpolaire jusqu'aux basses latitudes tempérées. Depuis l'hémisphère sud, la visibilité est limitée aux régions tropicales et subtropicales. La période au cours de laquelle il atteint sa plus haute altitude au-dessus de l'horizon dans le ciel du soir se situe entre les mois d'août et de janvier.
Il s'agit d'une mince région H II, dont la distance serait de plus d'environ 2 000 pc (∼6 520 al). Selon une étude menée en 1998, sa distance serait d'au moins environ 5 800 pc (∼18 900 al). Elle contient un maser H2O, identifié par l'IRAS dans les années 80, témoignant que les phénomènes de formation d'étoiles ont été actifs dans un passé astronomiquement très récent. Certaines sources infrarouges situées dans le nuage suggèrent également que la formation de nouvelles étoiles s'est produite plusieurs fois, tandis que l'étoile responsable de l'ionisation du gaz n'est pas visible, car elle est probablement obscurcie par le nuage moléculaire adjacent. La masse du gaz ionisé correspond à 700 M☉, tandis que la masse totale du nuage moléculaire auquel Sh2-151 est associé est égale à 29 000 M☉. À une distance de 2 400 pc il se trouverait sur le Bras de Persée, l'un des principaux bras spiraux de la Voie lactée.